# 力道山
力道山（りきどうざん、本名：百田 光浩（ももた みつひろ）、出生名：金 信洛（きん しんらく、朝: 김신락）、1924年〈大正13年〉11月14日 （諸説あり）- 1963年〈昭和38年〉12月15日）は、日本の男性プロレスラー、力士。血液型AB型。日本統治下の朝鮮の咸鏡南道洪原郡出身。　

## 生涯

### 生い立ち
日本統治時代の朝鮮・咸鏡南道洪原郡新豊里（現在の北朝鮮統治範囲）で朝鮮人の両親のもとに生まれた。生年月日は1924年11月14日とされるが、この時代の朝鮮半島では出生から時間をおいて役所へ届け出ることが珍しくなく、実際には1年から2年早く生まれていた可能性もある。
同胞である大山倍達(1923-1994)は自著『大山空手もし闘わば』の中で「力道山は年上であり…」と書いている。
もとはシルムの選手であったという。

### 力士時代
二所ノ関部屋に入門し、1940年5月場所初土俵、1946年11月場所に入幕し、入幕2場所目の1947年6月場所に前頭8枚目で9勝1敗の星をあげ、横綱羽黒山、大関前田山、同東富士ら3人と相星となり、この場所から設けられた優勝決定戦に出場し、優勝した羽黒山に敗れたが、優勝旗手となる（最後の優勝旗手）。1948年5月場所では横綱照國とこの場所優勝した大関東冨士を破り、さらに横綱前田山には取り直しの末、前田山の棄権によって不戦勝となって殊勲賞を受賞している。
なお、この年に力道山の生まれた朝鮮半島に韓国、北朝鮮が建国されたが、その後も力道山は自分の出自をマスコミに公開しないままであった。1949年5月場所に関脇に昇進するが、場所前に肺臓ジストマに罹患したのが響いて大敗する。一年後関脇に復帰したが、1950年9月場所前に突然、自ら髷（まげ）を切り廃業。当時は表向きに病気による廃業と説明された。「民族の壁に阻まれて大関に昇進できなかったため廃業を決意した」という説が良く語られるが、場所別成績の通り、最後の出場場所は関脇で一点の勝ち越しにとどまっており、大関に昇進できるような星は残していない。ただし、幕内出場10場所のうち負け越しは1場所だけ、幕内勝率5割8分1厘は戦後の関脇どまりの力士の中では最高である。同世代の鏡里喜代治、栃錦清隆、吉葉山潤之輔とも互角に取っており、力士を続けていれば大関も期待できる逸材であった。
しかし、力道山は酔うとあたりかまわず暴れることで周囲から疎んじられており、師匠の二所ノ関親方との間にはこのような素行への叱責を受けるだけでなく、金銭問題を含むトラブルを多く起こしていた。これが引退の引き金と考えるのが妥当である。相撲界から引退した時、百田己之助の戸籍に長男として入籍。この頃から対外的には百田に倣い「長崎県出身」と称した。

#### 力士時代の成績
- 通算成績：135勝82敗15休  勝率.622
- 幕内成績：75勝54敗15休 勝率.581
- 現役在位：23場所
- 幕内在位：11場所
- 三役在位：6場所（関脇3場所、小結3場所）
- 三賞：1回
  - 殊勲賞：1回（1948年5月場所）
- 金星：2個（東冨士1個、照國1個）
- 各段優勝
  - 幕下優勝：1回（1944年5月場所）
  - 三段目優勝：1回（1942年1月場所）

#### 場所別成績
| 1940年 （昭和15年） | x                       | （前相撲）            | x                  |
| 1941年 （昭和16年） | 西序ノ口20枚目 5–3      | 西序二段45枚目 6–2    | x                  |
| 1942年 （昭和17年） | 東三段目51枚目 優勝 8–0 | 東幕下34枚目 5–3      | x                  |
| 1943年 （昭和18年） | 西幕下21枚目 5–3        | 西幕下12枚目 5–3      | x                  |
| 1944年 （昭和19年） | 東幕下13枚目 3–5        | 東幕下13枚目 優勝 5–0 | 西十両10枚目 7–3   |
| 1945年 （昭和20年） | x                       | 東十両4枚目 3–4       | 東十両7枚目 8–2    |
| 1946年 （昭和21年） | x                       | 国技館改修 により中止 | 西前頭17枚目 9–4   |
| 1947年 （昭和22年） | x                       | 東前頭8枚目 9–1 旗手  | 東前頭3枚目 6–5    |
| 1948年 （昭和23年） | x                       | 東前頭2枚目 8–3 殊★   | 東小結 6–5         |
| 1949年 （昭和24年） | 西小結 8–5              | 西関脇 3–12           | 西前頭2枚目 8–7 ★  |
| 1950年 （昭和25年） | 西小結 10–5             | 西関脇 8–7            | 西関脇 引退 0–0–15 |
| 各欄の数字は、「勝ち-負け-休場」を示す。 優勝 引退 休場 十両 幕下 三賞：敢=敢闘賞、殊=殊勲賞、技=技能賞 その他：★=金星 番付階級：幕内 - 十両 - 幕下 - 三段目 - 序二段 - 序ノ口 幕内序列：横綱 - 大関 - 関脇 - 小結 - 前頭（「#数字」は各位内の序列） |                         |                       |                    |

### 幕内対戦成績
| 力士名   | 勝数 | 負数 | 力士名 | 勝数 | 負数 | 力士名   | 勝数 | 負数 | 力士名 | 勝数 | 負数 |
| -------- | ---- | ---- | ------ | ---- | ---- | -------- | ---- | ---- | ------ | ---- | ---- |
| 東冨士   | 2    | 5    | 五ツ海 | 2    | 1    | 因州山   | 2    | 0    | 大内山 | 1    | 0    |
| 大熊     | 2    | 0    | 大起   | 3    | 1    | 鏡里     | 2    | 1    | 清美川 | 1    | 0    |
| 九ヶ錦   | 1    | 0    | 国登   | 1    | 1    | 高津山   | 2    | 2    | 相模川 | 1    | 0    |
| 櫻錦     | 4    | 3    | 汐ノ海 | 4    | 2    | 清水川   | 1    | 1    | 信州山 | 2    | 0    |
| 千代ノ山 | 3    | 5    | 常ノ山 | 1    | 0    | 照國     | 1    | 4    | 輝昇   | 2(1) | 0    |
| 出羽錦   | 3    | 1    | 栃錦   | 2    | 2    | 羽黒山   | 1    | 2*   | 羽嶋山 | 4    | 2    |
| 備州山   | 3    | 2    | 広瀬川 | 4    | 0    | 不動岩   | 0    | 1    | 前田山 | 3(3) | 2    |
| 増位山   | 2    | 5    | 三根山 | 3    | 3    | 陸奥ノ里 | 1    | 0    | 八方山 | 0    | 2    |
| 吉葉山   | 3    | 4    | 若瀬川 | 5    | 1    |          |      |      |        |      |      |

- 他に優勝決定戦で、羽黒山に1敗がある。

#### 四股名変遷
- 力道山 信洛（りきどうざん のぶらく）1940年5月場所 - 1942年1月場所
- 力道山 光吉（りきどうざん みつよし）1942年5月場所 - 1944年5月場所
- 力道山 光浩（りきどうざん みつひろ）1944年11月場所 - 1950年9月場所

### プロレスラー時代

#### 日本プロレス界の父
その後二所ノ関部屋の後援者新田新作が社長を務め、当時横浜市本牧に本社があった新田建設に資材部長として勤務。次男の光雄によれば「建築現場の監督をしていた」という。ナイトクラブでの喧嘩が元でハワイ出身の日系人プロレスラーのハロルド坂田（トシ東郷）と知り合い意気投合した（「プロレス修行」の項参照）。1951年9月30日から、アメリカのフリーメイソン系慈善団体「シュライン（フリーメイソン#関連団体も参照）」が、当時日本を占領下に置いていた連合国軍への慰問と障害者のチャリティーを兼ねて、母国からボビー・ブランズ（Bobby Bruns）ら6人のレスラーを招きプロレスを開催していたが、坂田もこの一員だった。力道山は坂田の勧めで練習を見に行き、プロレス転向を決意し、港区芝にあったシュライナーズ・クラブで指導を受けるようになった。
1952年2月、アメリカに渡り、ホノルルで日系人レスラー沖識名の下で猛特訓を受けた。修業をしたハワイのテリトリー（縄張り）は当時、プロモーターのアル・カラシックが支配しており、シュライナーズ・クラブの遠征、力道山のハワイ入りも含めて、日本とアメリカを交流する上でカラシックが承認を出していた。カラシックは、プロモーターのカルテルで当時「書かれない法律（Inwritten law）」と呼ばれたNWAの一員であり、後に力道山が日本でルー・テーズのNWA世界ヘビー級王座に挑戦したさいも、当時日本プロレスはNWAに加盟していなかったが、カラシックのルートからテーズを招聘しタイトルマッチを組むことができた。
なお、1953年、ハワイでの修行中にルー・テーズに挑むもののバックドロップを受けて敗れている。

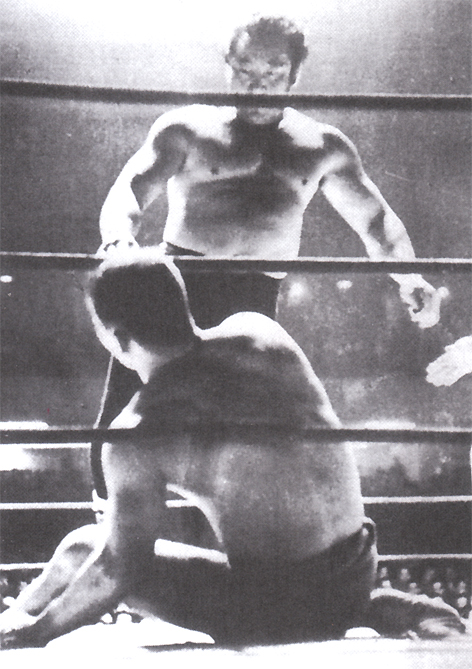
昭和の巌流島と呼ばれた試合。不意打ちの右ストレートパンチから張り手連打で腰から崩れ落ちた木村政彦の前に立つ力道山

翌年帰国して新田新作と興行師永田貞雄の助力を得て日本プロレスを設立する。日本プロレスはシャープ兄弟を招聘し、1954年2月19日から全国を14連戦した初興行は、1953年にテレビ放送が始まったことに追い風を受け、全国民の支持を受けて大ブームとなる。この興行でシャープ兄弟組と戦う時の力道山のタッグパートナーは、戦前戦中に日本柔道史上最強と謳われる木村政彦だった。しかし、木村は相手の技を受ける等のプロレス独特のスタイルに適応できず、シャープ兄弟との戦いでいつも負け役を担わされ、その木村を力道山が空手チョップで救いだし、相手レスラーを倒すという一連の展開に嫌気がさし、力道山との間に亀裂が入るようになった。後に木村は力道山とは袂を分かち、自身の団体で興行を打つものの、観客動員は芳しくなく、金銭的に窮地に陥った木村は朝日新聞記者に「力道山のプロレスはジェスチャーの多いショーだ。真剣勝負なら負けない」と挑戦を表明した。この一連の流れが「昭和の巌流島」といわれる謎の試合に繋がっていった。

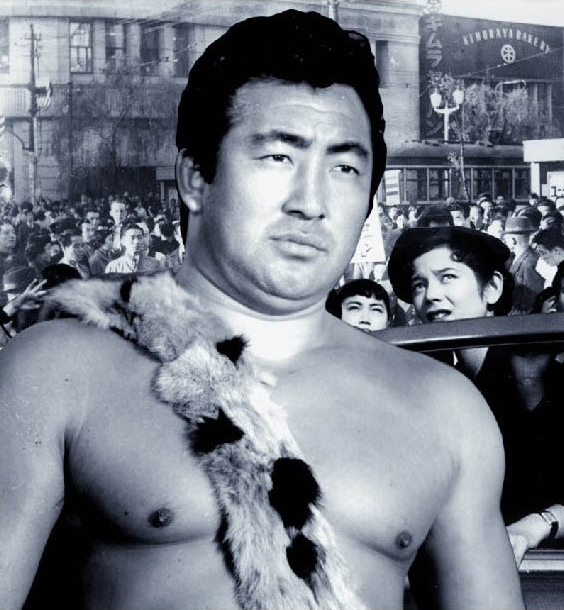
1954年

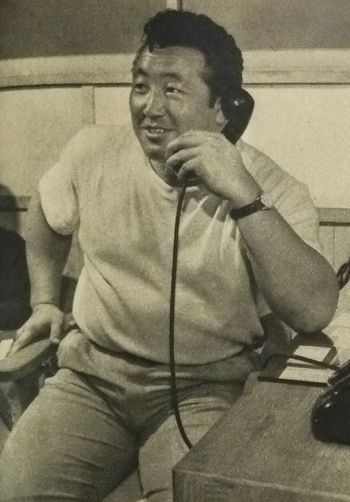
1954年

1954年12月22日、力道山は挑戦に応じ「相撲が勝つか柔道が勝つか」と騒がれたプロレス日本ヘビー級王座の決定戦が行われた。この試合は、力道山側によるレフェリー「ハロルド登喜」の選定、木村側のみ当身禁止という力道山側に有利なルールで行われた。しかし、木村側の証言によれば、本来この試合は、あくまで勝敗の決まったプロレスであり、東京をはじめ、大会場で両者勝敗を繰り返しながら全国を巡業する予定であったという。しかし、初戦で木村の急所蹴りに激怒した力道山が突如と殴りかかり、そのまま張り手と執拗な蹴りの連打で、戸惑ったままの木村政彦をそのままKO。倒れた木村は大量の血を吐き、マットには大きな血だまりができた。この通常のプロレスと違う顛末に観客たちも驚き会場は静まりかえったという。この力道山が激怒したとされる急所蹴りについて、幾つかのスポーツ紙においては力道山が木村の胴へ右足裏での飛び蹴りを浴びせたことが由来とする報道もあり、鮮明な映像がない当時の記録では、事の詳細は不明となっている。後日、力道山が木村が試合前に渡したと言われる「1試合目は引き分け」と書かれた念書をマスコミに公開し、この試合がいわゆる八百長崩れであったと証言する。後年、力道山と木村は仲介人を得て和解するものの、21世紀になる今日でも当時の試合舞台裏については謎が多く、様々な臆測や意見が出されることで、この試合をモチーフとし書かれた小説、エッセー等が存在する。近年では、ノンフィクションを謳う増田俊也による『木村政彦はなぜ力道山を殺さなかったのか』が主に木村視点での綿密な取材を行い、ヒットしたことで話題となった。

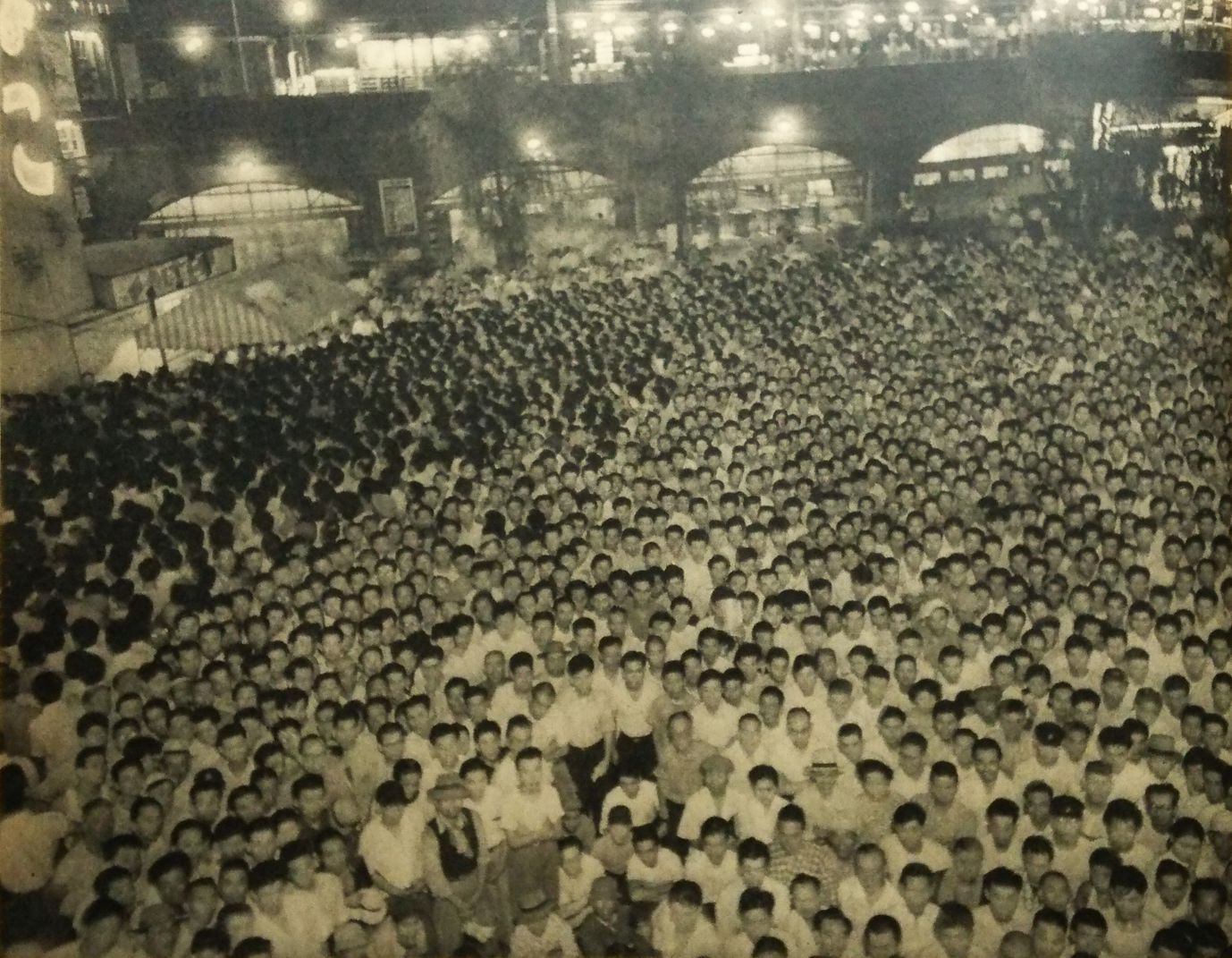
力道山の戦いを報じる街頭テレビに群がる視聴者たち（1955年）

1955年、キングコングを破ってアジアヘビー級王座を獲得。同年、横綱東冨士がプロレスに転向した。この時期には、後援者であった新田氏の力道山を押さえ日本プロレスを実質的に手中におさめようとする動き など、力道山にとっていくつかの危機があった。特に厳しかったのは、第1次プロレスブームが去ったことである。1957年頃は客が入らず、地方巡業では金の未払いもあった。そうした状況下、1958年8月27日、ロサンゼルスでルー・テーズを破ってインターナショナル・ヘビー級王座を獲得。これによって下火になったプロレスブームに一気に火がついた。1959年には第1回ワールド大リーグ戦を開催し優勝する。ワールド大リーグ戦はその後1963年まで連続優勝。1962年、フレッド・ブラッシーのNAWA世界王座に挑戦、奪取とみられたが、その後、クレームが付き、保留。新たに初代WWA世界ヘビー級王者と「追認」された（WWAは、NWAから分裂してできた団体である）。力道山はテーズやパット・オコーナー、ビル・ミラーのようなストロングタイプともブラッシーやジェス・オルテガのような悪役・怪物タイプとも名勝負を残しているが、後者の方が手が合ったようである。
1958年4月、力道山を慕って韓国から密入国して横浜で逮捕された金一を、後見人である自民党副総裁・大野伴睦の政治力で日本在住を認めさせ、門下生にし、大木金太郎のリング名を与えたが、大木には韓国名を用いることを厳禁した。
1963年1月、韓国側の招きで韓国を訪問し、金浦空港で体育協会、レスリング関係者約60人に出迎えられた。記者会見で「20年ぶりに母国を訪問でき感無量です。長い間日本語ばかり使っているので、韓国語はさっぱり…」と言い、最後に「カムサ・ハムニダ（ありがとう）」と付け加えた。その模様を『東京中日新聞』が「力道山、二十年ぶりに母国へ」の見出しと写真入りで掲載したところ、これまで朝鮮半島出身であることを隠し続けていた力道山は、帰国後これを知り当新聞に激怒したという。
1963年5月24日、東京体育館で行われたWWA世界ヘビー級選手権・ザ・デストロイヤー戦は平均視聴率で実に64.0%を記録、これは今日においても歴代視聴率4位にランクされている。なお、この試合では、「４の字固めを完璧に決められた力道山が」ギブアップすることなく戦い続けたものの決着がつかず、「両者試合続行不可能と判断したレフェリーによって、引き分け」とされた。そして、「試合後、自らの力ではからみあった足を解けぬ両者のリング・シューズのヒモ」を若手レスラーがハサミで切って引き離したという。
後述の事件のため、結果的に同年12月7日、浜松での力道山＆グレート東郷＆吉村道明組対デストロイヤー＆バディ・オースチン、イリオ・デ・パウロ組線が生前最後の試合となった。

#### 刺傷事件から急死

池上本門寺境内の墓所と胸像

1963年12月8日午後10時30分に、遊興中の赤坂のナイトクラブ「ニューラテンクォーター」で、暴力団住吉一家傘下の大日本興業構成員であった村田勝志と、足を踏んだ踏んでない、で口論になり、馬乗りになって殴打したところ、村田に下から登山ナイフで腹部を刺された。だが、自ら持ちかけた喧嘩ということもあり警察沙汰にはせず、院長が知己であった山王病院に入院。手術は無事に成功するが再び体調悪化し12月15日に化膿性腹膜炎で死去した。39歳没（諸説あり）。12月20日に葬儀が行われた。戒名は「大光院力道日源居士」。墓所は東京都大田区の池上本門寺の他に、故郷・長崎県大村市の長安寺にある“実家”百田家の墓所に分骨されている。

#### 刺傷事件の顛末
1991年の大下英治による加害者への直接取材、その他により刺傷事件の顛末が明らかにされている。
力道山の受傷当日となった12月8日、前日に浜松市体育館で試合を終えて夜行列車で早朝に東京駅に到着し、妻の田中敬子が東京駅まで出迎えて赤坂台町の自宅（リキ・アパート）に戻り、仮眠をとった。当日は大相撲のアメリカ巡業への協力要請の件で高砂親方（第39代横綱・前田山英五郎）との打ち合わせがあるため、自宅で会社関係者との打ち合わせと面談した後に赤坂の料亭「千代新」へ行き、饗応も兼ねて会合を持った。その際、若き日のアントニオ猪木やグレート東郷、この日に羽田から帰国予定だったザ・デストロイヤーも同席していた。力道山は会合を切り上げて、午後9時にはTBSラジオの『朝丘雪路ショー』の収録に向かったが、既に力道山は泥酔して呂律が回らない状態であったことから収録が真面に成り立たず、放送がお蔵入りとなっている。収録後の午後10時半頃、力道山と東郷、筆頭秘書の吉村義雄（リキ・エンタープライズ専務）など会社幹部の8人でニューラテンクォーターに入店した。
酩酊するほど飲みながら女性と話していた力道山の横を暴力団員の村田勝志が通り掛る際、力道山が「足を踏まれた」と、後ろから村田の襟首をつかんだ。村田は踏んでいなかったので、「踏んだ覚えはない」と反論し、口論となった。村田は「あんたみたいな図体の男がそんなところに立っていたらぶつかって当然」と言い放ち、懐中に手をやった。それを見て、刃物を取り出すのではないかと思った力道山は「わかった。仲直りしよう」と提案するも、それに対し村田は「こんな事されて俺の立場がない」と仲直りを拒否。和解を諦めた力道山は村田の顎を拳で突き飛ばし、壁に激突した村田は顎がガクガクになった。さらに力道山は村田の上に馬乗りになり激しく殴打したため、村田は「殺される」と思い、ナイフを抜いて下から左下腹部を刺した。ナイフの刃は根元まで刺さったが、出血は衣服の上に染み出ていなかったという。
加害者の村田は、後に力道山の死を病院のベッドで聞いた。犯行の当夜、彼が所属する大日本興業の上部団体・住吉一家と対立関係にあり、力道山とつながりの深い東声会の組員らにより暴行を受けた村田は、右目裂傷の重傷を負い入院していた。経緯については、小林楠扶がリキアパートに謝罪に赴いた際、村田も同行した。しかし、「直接顔を合わせると、先生が興奮してしまう」という力道山側近の判断から、村田は外で待機していた。この時、周辺に集まっていた東声会組員から激しい暴行を加えられたのである。村田は初めは、小林の立場を考えじっと耐えていたが、我慢しきれず力道山を刺した登山ナイフで、東声会組員一名を刺している。なお、村田はその後、力道山が入院を拒んだ赤坂の前田外科にいたところを発見されて警察に逮捕されているが、前述の怪我の治療のため、同所で1年近く入院生活を送っていたとされる。

#### 死の真相
力道山は受傷当日（12月8日）は赤坂の山王病院で応急手当を受け、帰宅する。その後、村田の所属団体の長である小林楠扶がリキアパート内の力道山宅を謝罪に訪問。「申し訳ない。この責任は自分がとる」と頭を下げたところ、力道山も「うん、うん、わかったよ」と声をしぼり出すようにいったという。
しかし、症状が悪化したため翌（同月9日）未明に山王病院の501号室に入院する。聖路加病院から外科医長に来てもらい、精密検査の結果、小腸が4か所切れていたことから、同日早朝に十数針縫合する手術を受け、成功する。この時点で全治2週間と診断された。山王病院は産科婦人科が中心の病院だが、力道山がここを選んだのは、山王病院の院長がタニマチであったこともあり、この暴力沙汰の顛末が表に出ないようしたためという。側近たちは、同じ赤坂にある有名な外科病院である前田外科への入院を勧めたが、力道山は嫌がったという。
死亡に至る経緯は諸説ある。もっとも有名なものとして、梶原一騎原作の『プロレススーパースター列伝』のジャイアント馬場&アントニオ猪木編によれば、力道山の腹膜炎はほぼ完治に近い状態まで回復していたが、腹膜炎を患っている期間は食事は勿論のこと、水の服用も厳しく制限される状態にあった。ところが食欲が非常に旺盛であった力道山は、空腹に耐えきれず、付き人に行きつけの寿司屋に寿司を注文するように命じ、ついでに酒も買わせた。届けられた寿司と酒を飲食して空腹感を抑えた力道山であったが、飲食した生ものである寿司やアルコールが完全に完治しきっていなかった患部に障り、これを以って病状が急変、急死したという。力道山が最初の手術後、サイダーやコーラ等を飲用しているのを目にしたという者は多く、上記のようなこともありうる話だが確証はない。妻の田中敬子は「自分や看護婦が昼夜交代で付き添っていたので絶対にありません」と否定している。その一方で付け人頭であった田中米太郎は、入院中の力道山からウイスキーを買いに行かされたことも後年に話しており、夫人や看護婦の眼を盗んではアルコールを摂取したり、或いは食べ物を食べていた可能性はかなり高い。
力道山は普段から人よりも傷が治るのが早く、刺された直後にも病院へ行かず応急処置だけで済ませたことなどから、自身の身体を過信していた節がある。敬子によれば、力道山は退院後は正月に伊豆の川奈ホテル（静岡県伊東市）での静養を考えていて、病室でホテルを押さえる様に指示を受けていたという。
術後の経過は順調であったが、受傷から7日目となる同月15日、腹膜炎による腸閉塞を起こしていたため、午後2時30分に再手術を行った。力道山はストレッチャーに乗せられ手術室に向かう際、妻の敬子に対し「どんなに金がかかってもいい。どんな薬を使ってもいい。最善の治療を頼むと先生に伝えておいてくれ。俺はまだ死にたくない」と言い残したとされる。この手術も成功したと報告されており、敬子は医師の勧めで一旦自宅に戻ったが、力道山はその後再び目覚めることなく昏睡状態が続き、午後9時頃に医師の知らせを受けて敬子が病院に駆けつけたが、既に危篤状態であったとされる。手術から約6時間後の午後9時50分頃、力道山の死亡が確認された。看取った敬子は夫の死の現実を認識し、その場で気を失ったとされる。なお、今際の際に力道山が「三本の指を差し出した」という俗説が当時から伝わっていたが、吉村義雄やミツ・ヒライらの後年の関係者の証言で虚構とされている。
力道山の遺体は翌16日午後に慶應大学病院の法医学教室に移されて司法解剖が行われた。慶應病院には付き人の田中と山本小鉄が同行して遺体に付き添った。死因は正式には穿孔（せんこう）性化膿性腹膜炎とされている。腸閉塞を起こした理由として執刀医によれば「（最初の手術の際に）腹部内に200～300ccの血液が流れ込み、腸内の内容物が溢れたことや、錆びたナイフで刺された際に入り込んだ細菌を完全に殺菌しきれなかった」事が要因と、力道山の死亡時に発表している。解剖終了後の同日夕方に自宅に遺体が戻り、関係者による通夜が行われ、翌々日の18日に桐ヶ谷斎場で荼毘に付された。葬儀は同月20日に池上本門寺で執り行われ、児玉誉士夫、正力松太郎、伴淳三郎、美空ひばりなど各界の著名人を含め、1万人以上が参列している。
死因には異論がある。手術の際、麻酔を担当した外科医が、筋弛緩剤を注射した後に気管チューブの気管挿管を失敗し、窒息したという医療過誤のためという説もあった。なお、村田勝志を裁く裁判の際、死因究明のため提出されたカルテの中に麻酔に関するものだけなく、最後まで「紛失した」として出されなかったという。
しかし、2019年に、医療過誤説を否定する報告が出された。気管挿管失敗は力道山の死から30年後に発刊された書籍での「現場に居た医学生からの伝聞」であるとされていたが、この当時はそもそも市中病院で医学生が麻酔に関わった可能性がなく、手術も麻酔も熟練した医師によって行われていたことが判明しており、死亡当時の証言や記録にも気管挿管に関する記載が残っていないことから、医療過誤の可能性は低く、死因は当初発表通りの穿孔性化膿性腹膜炎からの敗血症性ショックが妥当とされている。また、付け人であったミツ・ヒライによれば、刺される直前のオフにゴルフ場でプレイした際に、力道山が胸を押さえてうずくまる姿を目撃し、力道山から「誰にも言うな」と口止めされたと後年述懐しており、先の司法解剖でも内臓の状態が極めて悪かった事も明らかになっている。

## 人物

### 性格・対人関係
粗暴な性格で、感情の起伏が激しい人物だった。機嫌が良いときはボーイに1万円札でチップを渡すこともあったが、機嫌が悪いと飲食店での暴力沙汰は日常茶飯事であり、その度に金で表沙汰になるのを防いでいた。1957年（昭和32年）10月18日の『読売新聞』朝刊や、同年12月5日の『朝日新聞』夕刊に「力道山また暴れる」と報道されたこともあった。
可愛がられたという張本勲は、飲むと暴れて大きな手で木やガラスのテーブルを叩いて割る、薄いガラスのコップを美味しいと言って食べていた、などと話している。粗暴な行為に関しては、本人の生来の激高しやすい性格も一因ではあるが、晩年には肉体的な衰えをカバーするために試合前に興奮剤を服用しており、試合後にそのまま飲み屋に出掛けて行ったためにトラブルを引き起こした、という証言もある。また、リングで殴り合っても、その後の飲み会で対戦した相手と仲良く飲んでいることから、八百長ではないかと疑われる要因が強まったともいわれている。
阪急ブレーブスに在籍していたロベルト・バルボンはテレビで力道山の試合を見て、チームメイトに「こういう素晴らしい試合のことを日本では八百長と言うんだ」と嘘の知識を教えられ、バルボンは報道陣のいる前で「リキ、八百長」と言った。後日、これを伝え聞いた力道山本人が怒鳴り込んできたため、バルボンは謝罪し、事の顛末を聞いた力道山はバルボンと和解している。
金田正一とは友人関係だった。
岸恵子とは、1956年にパリの空港で出会ってから親交があり、プロレスの試合に招待したりしていたが、彼女はプロレスを好まず、力道山も手紙に「今の自分より、大関を夢見て、土俵の上で一生懸命になっていた自分のほうが好きです」と記した手紙を送ったという。
プロ野球選手の森徹とは義兄弟の盃を交わしていたという。森の母が戦時中に満州で料亭を経営しており、力士時代の力道山が慰問団として満州巡業にやってきた際に出会って知己を得ており、戦後に森の母と再会して交流が続き、昔の恩義を感じていた力道山は徹を実の弟の様に可愛がったという。後に力道山の妻となる田中敬子を引き合わせたのは森の母であったとされる。力道山が入院した際もほぼ毎日、病院に見舞いに訪れていた。力道山が亡くなった当日、徹は伊豆の伊東に狩猟に来ていたが、母から力道山の危篤の連絡を聞き、徹は伊東からマイカーを飛ばして病院に駆けつけたが、その途中にラジオで訃報を聞き、臨終には間に合わなかったという。
力道山は酒に酔って暴れることを新聞や週刊誌に報じられることが多かったが、安藤昇の自伝によると本当は下戸であったといい、新聞や週刊誌に書かれたその手の記事は「力道山は酒に強い」というイメージを与えるためのパフォーマンスに過ぎなかったという。晩年には大野伴睦（自民党副総裁・日本プロレスコミッショナー、力道山の相談役でもあった）から禁酒を命じられていたが、刺傷事件の当日は高砂親方（前の山）がロサンゼルス巡業への協力を求めて朝から力道山の家に来て頭を下げた日であったため、上機嫌になって特別に酒を飲んでいた。
教養度は高かったと言われる。井上ひさしは『私家版日本語文法』で、彼が1952年に書いた直筆のハガキを取り上げ、漢字使用が豊富かつ正確で文法も正確なことや、句読点が殆ど使われてないのに文意がきわめて明確であることを指摘している。
力道山の葬儀が行われた池上本門寺は、日本プロレスを支えた児玉誉士夫や大映社長の永田雅一が総代、大野伴睦も檀家であったことから、その縁もあり行われている。

### トラブル
力士時代、カツオ遠洋漁船「力道山丸」（40トン）の共同船主になっていたが、1949年、250万円の保険をかけた力道山丸が火災となり保険金詐欺疑惑が取りざたされた。1950年6月、力道山は高知警察署で事情聴取を受け、保険契約は他の船主に利用されたものだと弁明している。逮捕状まで出る騒動となったが、最終的に船を売却した相手の自作自演でシロと認定された。逮捕状騒動の後には進駐軍の関係者と親交を深め、アロハシャツとオートバイで場所入りするなどアメリカかぶれとなったため、角界関係者からは眉を顰められ、保険金詐欺の嫌疑が晴れたにもかかわらずイメージで損した。結局逮捕状騒動による周囲の偏見も廃業を決める一因となった。
プロレスラーに転向後も粗暴な性格のため、多数のトラブルを引き起こしている。例を挙げると山口組ともめて監禁寸前にまでなったり、安藤組に対して誠実な対応を取らなかったため付け回され家に帰れなくなったり、フィリピンマフィアの顔役を橋から川に投げ込み揉めるなど、当時のプロレス興行が暴力団と密接な関係にあるにもかかわらず、配慮に欠けた行動を繰り返したため、命を狙われることも多かった。相手が暴力団とはいえ、これらのトラブルの中には力道山が弁えていれば防げたものも多数あったと言われる。

### 家族・家系
力道山は生涯、田中敬子を含め4人の女性と婚姻関係にあったと言われ、朝鮮半島時代に一人目、京都の芸妓（百田兄弟の母親）が二人目、日本橋の芸者（百田兄弟の育ての親）、田中敬子（元日本航空客室乗務員。婚姻関係は10か月のみで、力道山の没後、百田姓から抜けた）の順であった。力道山は、最後の妻となった田中敬子に関しては余程惚れていたらしく、当時数多くあった女性関係を全て清算した上で結婚したと言われている。敬子は力道山没後は『日本プロレスリング興業株式会社』（通称：赤坂の日プロ）の社長に就任するが、豊登・芳の里・遠藤幸吉・吉村道明の4名が『日本プロ・レスリング興業株式会社』（通称：渋谷の日プロ）の同名別組織の会社を立ち上げ興行部門として分離したため、敬子の「赤坂の日プロ」は力道山時代の負債を清算する役割を担う事となった（日本プロレス#豊登時代参照）。
力道山には息子が3人、娘が2人いた。長男・百田義浩、次男・百田光雄はは芸者・綾の息子であり、いずれもプロレスラー（義浩はリングアナウンサーから転身）となり、全日本プロレスでは役員になるなど、後年のプロレス界で重鎮となっている。二人の息子は父の死後に彼が朝鮮人であることを知ったということである。百田光雄の息子（力道山の孫にあたる）百田力もプロレスラーとなっている。弟子であるジャイアント馬場が全日本プロレスを旗揚げした際は、敬子・義浩・光雄の百田家は揃って経営に参画し、馬場は百田家の「お墨付き」を得る形となっている。
力道山の出自について、相撲時代は番付に「朝鮮出身」と明記されていた時期と、養子縁組した百田家の出身地である長崎県の旧国名の「肥前出身」と記述された時期があるなど、その時々で扱いが異なっていた。相撲からの廃業後は自らが朝鮮人であることについては周囲に隠して生きており、力道山主演映画「力道山物語」でも「長崎県の貧しい農家で生まれ育った」という設定が創作されていたが、田中敬子はそのことを知っていた。1984年に週刊プレイボーイが、当時タブー視されていた力道山の民族出自問題を「もうひとつの力道山物語」として報じた。それによると、力道山は15歳で来日する時、既に結婚し子供もいた。その後、2002年の釜山アジア競技大会で、力道山の孫娘パク・ヘジョンが北朝鮮の重量挙げ監督としてエントリーして話題になった。
雑誌『相撲』1940年7月号には「本名 金信済 出身地 朝鮮」と明記されており、角界では出自については周知の事実であった。そのため最初から民族差別やいじめの対象となっていたが、いつしかいじめやシゴキを避けるために午前1時に兄弟子がいない稽古場で稽古するようになったという。
朝鮮半島時代に結婚した朴信峰との間に生まれた娘・朴英淑の後の夫である朴明哲（박명철、ぼく・めいてつ / パク・ミョンチョル、Bak Myeongcheol / Pak Myŏngch'ŏl）は、2010年に北朝鮮の体育相になっている。
また、力道山の死の直後に田中敬子が娘を出産している。その娘の息子が、慶應高校に進学して高校野球で活躍した田村圭である。

### 強靱な肉体
怪我をしてもすぐ出血が止まる体質だったようで、「額を割って血を流しても、ものの10分もすると赤チンをつけただけで血も出ていない」、「骨が見えるぐらいの傷なのにすぐ血が止まる」と剱持松二が証言している。リキパレスでプロレスの試合が終わると、怪我したままの状態で「（リキパレスの別フロアのレストランで）『今日はひどかったねえ』なんて話をしながら（酒を）飲んでいる」というのが日常だった。
自身を含めたプロレスラーの強靱な肉体に過信があったことは事実であり、客人の前で馬場に度数の高い洋酒を一気飲みさせたり、猪木を走行中の自動車から突き落としたりして、「強靱な肉体があるからプロレスラーはケロっとしている」というアピールを好んで行った。試合中アキレス腱が切れたこともあるが、気にする事はなくそのまま試合を続けたという。
また、相手を威嚇するためにガラスのコップをバリバリと噛み砕いて飲み込む「人間ポンプ」という芸を持っており、ごく機嫌のいい時か悪い時に披露したという。
大きいイメージを持たせるため、実際より4cm身長をサバ読みした。それによりその世代のレスラーは4cmサバ読みしていることが多い。

### 弟子教育
力道山の死後日本のプロレス界を支えた両巨頭であるジャイアント馬場、アントニオ猪木、また韓国プロレスの雄・大木金太郎も彼の弟子であった。馬場、猪木、大木にマンモス鈴木を加え日プロ若手四天王と呼ばれる。力道山は、プロ野球出身で知名度もあり、肉体的に恵まれていた馬場を即戦力のスター候補としてデビュー当時より優遇していたが、猪木への対応は「靴べらで顔を殴る」「飼い犬を番犬として教育する際の実験台にする」「少年の猪木に一升瓶の日本酒を一気飲みさせる」「意味もなくゴルフクラブをフルスイングして側頭部を殴打する」「灰皿を投げつける」など、極めて冷酷なものであったと言われている（猪木自身が一部語り、古いスポーツ紙の記者もそれを書いている。近年でも、当時は本気で殺意を覚えたと語る事も）。その一方で、弟子の中で本心から一番可愛がっていたのは馬場でも猪木でもなく、同じ朝鮮半島出身の大木金太郎であった。また、プロレスラーとして一番期待していたのはマンモス鈴木であった。
可愛がっていた馬場にさえも、トレーニングで弱気な発言をしても我慢を強要するなど、「しごき」は相当な物であったとされ、横暴な一面があったが、それでも弟子の教育に合理的な面があったようで、一度目のアメリカ武者修行で大成していた馬場が、アメリカ側から催促されていた時に、「お前だけすぐにアメリカに出したら周りの奴に妬まれる」と時間を置いて出発させたという馬場自身の証言があり、まだ付き人だった猪木には「ウェイトが100キロを超したら武者修行に出してやる」と約束していたという。結局、力道山の生前には猪木のアメリカ修行は無かった。
ただ、妻の田中敬子は、「猪木さんはすぐ主人に呼ばれるタイプ。弟子というか自分の息子みたいにかわいがっていました」と述べており、「主人が自宅に呼んでいた若手選手は、猪木さんだけ」「部屋に猪木さんを呼ぶと肩を揉ませていたんですが、その時にプロレス以外の事業、仕事の打ち合わせをしたり書類を読んだりしていて、インタビューも猪木さんがいる前で何度も受けていましたね」として、猪木にだけわざと事業家としての側面を見せていたことなどを明らかにしている。猪木が理不尽に殴られていた点についても「自分の息子に対する教育もスパルタ」「（猪木も）息子と同じように思っていたから、指導が厳しくなってしまった側面もあるのでしょう」と語り、ある種の愛情の裏返しであったとしている。事実、猪木は「オヤジ(力道山)には様々な思いがあったし、自分とは性格が全然違うが商売は上手かった」と実業家としての力道山を完全に認めている。
力道山はトレーニングと言えばベンチプレスと腹筋と足の運動（現代で言うヒンズースクワット）の3つが基本と考えていた。また、筋肉を大きくしたい部位があるという弟子の希望を聞けば、一定期間中ずっと特定の部位のみを鍛えるように命じていた。日本プロレスのボディビル練習生としてトレーニングを開始した新間寿は、胸と腕の筋肉を大きくしたかったところ、力道山から「3ヵ月間、オマエはベンチプレスだけをやれ」と命じられ、当初40kgも上がらなかったウエイトが55kgまで上がるようになった（当時はベンチプレスが一般に浸透していなかった）。一方で体を大きくするための手法の一つとして相撲の稽古が有効だと考えていた節もあり、刺傷事件の当日には、猪木を当時の高砂部屋に一時的に入門させる話までまとまっていたが、力道山の死去によりその話は消滅したという。

### プロレス界への貢献
力道山は素行の面でいろいろと問題はあったが、プロレスラーとしては比類のないスター性とカリスマ性を備えており、日本のプロレス界の礎を築いた最大の功労者であることは間違いない。生前は朝鮮人であることがほとんど知られておらず、彼の相手レスラーを空手チョップで殴打する時の口癖が「この、朝鮮人野郎」だったこともあり、白人レスラーを次々と倒す姿は、敗戦後の日本人の一種愛国的な感情をも揺さぶった。「総理大臣の名前は知らなくても、力道山の名前を知らない者はいない」とされ、テレビの普及にも大きく貢献があった。またバックに就いていた東声会は、力道山のプロレス興行により莫大な富を手にすることともなった（ロバート・ホワイティング「東京アンダーワールド」など）。
死去した日と同日に落語家の四代目鈴々舎馬風が死去したが、スポーツ紙の一面が力道山の死で埋め尽くされたため、一段のベタ記事扱いとなった。しかしそれをマクラ（いわゆる導入のネタ）にした噺家はいなかったという。
プロレス時代は「日本で天皇の次に有名な人物」という評価まで下された。1959年5月24日に当時の首相である岸信介がの岐阜駅に着いたが、遊説中に大勢の聴衆が駅のホームに降り立つ力道山を見掛けるや否や皆そちらへ流出してしまったというエピソードが存在しており、力道山の圧倒的な人気が窺い知れる。国民的な知名度と政界との繋がりがあったにもかかわらず、力道山が政界進出を希望していたと明確に聞いたものは存在しなかった。
プロレス界での功績は海外でも称えられ、2011年にはNWA殿堂、2017年にはWWE殿堂のレガシー部門に迎えられた。

### 実業家

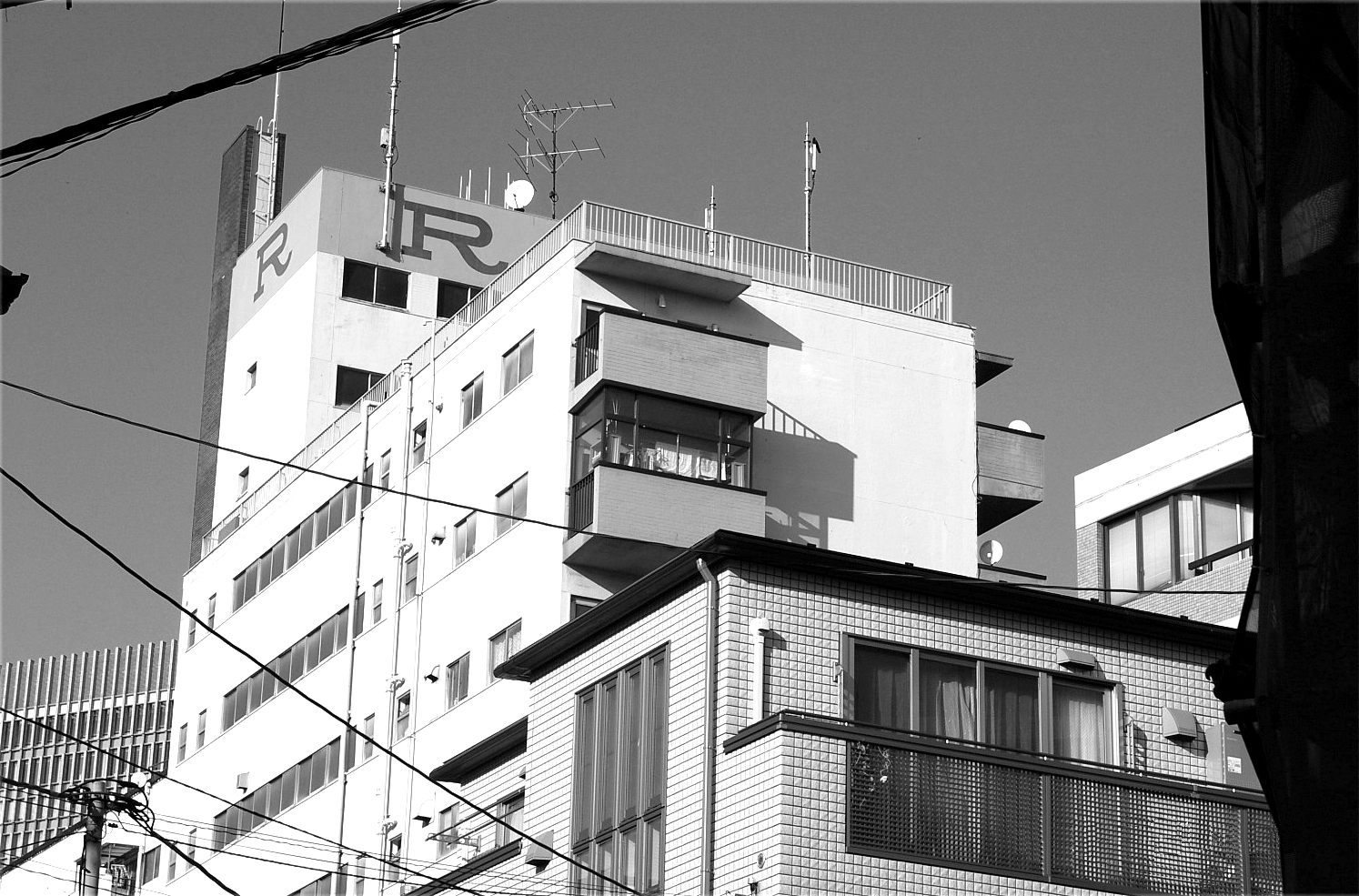
リキマンション
壁面に力道山のイニシャル「R」が描かれている。
2021年7月時点で現存している。

実業家としても成功し、赤坂に自らの住居も兼ねた高級アパートの「リキ・アパート」、ナイトクラブの「クラブ・リキ」、さらに「リキマンション」と名づけたマンションの奔りである高級賃貸住宅を建てた。1973年に死去した俳優の大辻伺郎も晩年にこの「リキマンション」に住んでいた。
渋谷には「リキ・スポーツパレス」（リキ・パレス）という地上9階建てのプロレスの常設会場を作り、その中には「リキトルコ」やビリヤード場、ボウリング場などを併設した「リキレストラン」を建設した。ボクシングジム経営にも進出している。
死の少し前には神奈川県の相模湖畔（現在の相模原市緑区）に、自動車レース場・射撃場・室内スケートリンク・モーテル等レジャー施設を併設した大規模なゴルフ場「レークサイド・カントリークラブ」の建設を始めていた。広大な土地を購入し、会員権を販売し、一部工事にも取りかかったが、死去により未完に終わった。跡地は売却されて、現在、さがみ湖MORI MORI（旧称：さがみ湖ピクニックランド→さがみ湖リゾート プレジャーフォレスト）となっている。また、三浦半島の油壺にも土地を購入しており、家族で楽しめるマリンリゾートの建設を計画していた。
こうした事業は弟子達のセカンドキャリアを考え、再就職先を用意するという考えもあってのことであった。

これらの事業は力道山のワンマン経営で成り立っていた面もあり、トップの不慮の死で関連企業の経営は大混乱に陥っている。リキ・パレス内にあったボクシングジムは力道山の死後に自然消滅し、ボウリング場は「ボウリング・ブーム」の到来で、競合するボウリング場が相次いで開業した影響もあり、古い造りであった事からリキ・ボーリングは変革に追い付けず、リキ・レストランも力道山が没した事で高級レストランとしての付加価値がなくなってしまい、リキ・パレス自体が客足が遠のいて経営不振に陥った。このため、リキ・パレスは融資先の西山興業により担保に取られた末に、1967年に近畿観光に5億円で売却されている。リキ・パレスの売却問題の余波で、日プロによるリキ・パレスの買取を主張していた吉原功と、これに反対する遠藤幸吉ら日プロ経営陣の対立に発展し、遠藤らが「吉原は資金を集めて日プロそのものを乗っ取ろうとしている」と吹聴し、吉原の動きを妨害した。これに激怒した吉原は単身日プロを退職し、国際プロレスの旗揚げへ繋がる契機となった。

### 趣味
趣味は狩猟などの他、一時期将棋に興味をもった時期があり、プロ棋士の剱持松二らと親交があった。剱持からはアマチュア三段の免状を授与されているが、実際は「ほとんど指していなかった」とのことで、実力がどの程度だったかは不明。

### 金銭関連
次男の百田光雄によれば、「亡くなった時には不動産の所有資産が多かった。その一方で多額の債務もあった」という。力道山没後の相続税について光雄は「（当時の貨幣価値で）20何億ものの税額だった」と語り、力道山の個人遺産は全て国に召し上げられたという。光雄は「遺産のほとんどが不動産で相続税の支払いに困る状況だったのに、敬子さんは事業継承のため相続放棄を拒否し、勝手で遺産を5等分してまだ子供だった僕らに相続税が降りかかり、挙句そのことに対する説明もなしに敬子さんは百田家の籍を抜いた」と敬子との絶縁に至る相続トラブルを語っている。
大学初任給が1万5千円の時代であった昭和30年代半ば、当時の力道山の財政は火の車で、4億5000万円の借金を抱えていた。力道山の3人目の妻は「力道山はあちこちにツケがあって、家に1日1000円しか入れない」と記者に暴露し、多くの人を驚かせた。力道山が常に金欠であったのは、超円安時代であった当時アメリカから一流外国人選手を次々招聘したためであり、当時会場が満員になっても利益は少なかった。また、見えを張って高級外車や寄付に惜しみなく金を使った他、関西や九州の暴力団から興行収入をピンハネされていたのも財政難に繋がった。
また、ジャイアント馬場との間にも馬場がアメリカで稼いだファイトマネーにまつわる金銭トラブルがあり、さらに力道山は馬場が活躍するにつれてその才能に嫉妬し、マスコミを通じて馬場を中傷するようになったとも言われており、これらのトラブルが理由で、後に馬場は力道山のことを「人間として、何一つ良い所のない人でしたね」と語っており、特別扱いを受けながらも辟易していた心中を吐露している。
事業に金を使いすぎたため、晩年は手持ちの金がある方の日でも1万円札が財布に1枚しか入っていない日があり、財布を見た記者は驚いたという。

### その他のエピソード
トレードマークである黒タイツは、二所ノ関部屋所属時代、弟子であった若ノ花勝治が力道山のシゴキに耐えられず、力道山の太ももに噛み付いた時に出来た古傷を隠すためだったともいう。若ノ花も後年、力道山からの援助・教えは身にしみたと述懐している。
1955年（昭和30年）にプロレス興行で福島県会津若松市を訪れた際、七日町の肉屋で生の馬肉を注文し、持参した唐辛子味噌を付けてその場で食べた。福島県会津地方では生の馬肉を食べる習慣は無かったが、この出来事をきっかけに馬刺しを唐辛子味噌で食べる風習が広まった。

## タイトル歴
NWA
- NWA世界タッグ王座（サンフランシスコ版）（w / 遠藤幸吉）
- NWA殿堂[46]

WWA
- WWA世界ヘビー級王座（ロサンゼルス版）[53]

日本プロレス
- 日本ヘビー級王座
- 全日本タッグ王座（w / 遠藤幸吉）
- アジアヘビー級王座
- アジアタッグ王座（w / 豊登、吉村道明）
- インターナショナル・ヘビー級王座
- 太平洋岸ヘビー級王座
- 太平洋岸タッグ王座（w / 遠藤幸吉）
- ハワイタッグ王座（w / 東富士、豊登）

WWE
- WWE殿堂（レガシー部門）[47]

## 得意技
- 空手チョップ（空手打ち）

力道山が使うチョップ技の総称。言うまでも無く力道山の絶対的なフィニッシュ・ホールドであり、彼の代名詞でもある技。相手の頚動脈や鎖骨あたりを狙って放つ「袈裟斬りチョップ」や水平の軌道で腕を横に振って相手の胸板に叩きつける「水平チョップ」「逆水平チョップ」を使い分けていた。初期は水平打ちを主に使っていたが、後年は袈裟斬りを得意技とした。
- ヘッドシザーズ・ホイップ

ジャンプして両足で挟んだ相手の頭部を軸に体を旋回し、その勢いで相手を投げたりそのままヘッドシザースに持ち込む。力道山はズングリした体型ながら身軽で跳躍力があり、こうした技も器用にこなした。
- 張り手

相撲時代からの得意技で、プロレスにおいても威力を発揮した。木村政彦との試合で張り手を乱打して戦意喪失に追い込んだことで知られる。
- バックドロップ

またの名は岩石落とし。ルー・テーズの絶対的なフィニッシュ・ホールドであり、力道山は自ら食らいかつテーズから伝授されて自らの技とした。キャリア後期では空手チョップと並ぶフィニッシュ・ホールドとなった。
- 逆エビ固め

若手や格下相手の試合のフィニッシュ技として使用される事も多かった。
- 掬い投げ

相撲の技で、プロレスにおいても繋ぎ技として多用した。
- ヘッドロック

相撲時代に鍛えた腕力（かいなぢから）を活かしたヘッドロックの威力には定評があった。
- ボディスラム
- ボディ・プレス

## メディア出演
人気絶頂期の力道山は、映画スターでもあった。1956年に公開された『怒れ! 力道山』（東映東京）では、国会議員に指示された鉄砲や日本刀で武装したヤクザとキャバレーで格闘して負傷するシーンがあり、力道山の死に方に似ていると話題を呼んだ。

### 映画
- 薔薇と拳銃（1953年、新生プロ）監督：志村敏夫、主演：鶴田浩二 ※映画デビュー作
- 力道山大いに怒る（1954年、伊勢プロ）
- 力道山の逆襲（1954年、伊勢プロ）
- 力道山の鉄腕巨人（1954年、新東宝）監督：並木鏡太郎、共演：松島トモ子
- お月様には悪いけど（1954年、日活）
- 力道山に挑む木村（1954年、伊勢プロ）
- 大学は出たけれど（1955年、松竹大船）監督：野村芳太郎
- 力道山対山口六段 打つ蹴る投げる！（1955年、伊勢プロ）
- 力道山 勝利の記録（1955年、伊勢プロ）
- やがて青空（1955年、東京映画）
- 力道山対キングコング（1955年、伊勢プロ）
- 続力道山対キングコング（1955年、伊勢プロ）
- 力道山対キングコング決勝戦（1955年、伊勢プロ）
- 力道山物語 怒濤の男（1955年、日活）監督：森永健次郎、共演：河津清三郎、美空ひばり
- 力道山、東富士・大暴れ（1955年、伊勢プロ）
- 続力道山、東富士・大暴れ（1955年、伊勢プロ）
- 力道山・オルテガ・最後の決戦（1955年、伊勢プロ）
- 力道山の世界征服（1956年、日活）
- 力道山空手チョップの嵐 東京大会（1956年、日活）
- 再び捲起す空手旋風 大阪大会（1956年、日活）
- 力道山・シャープ最後の決戦（1956年、日活）
- 力道山、鉄腕の勝利（1956年、日活）
- プロレス世界選手権 挑戦資格決定戦 力道山・タムライス「61分3本勝負」（1956年、日活）
- 力道山 男の魂（1956年、協同プロ）監督：内川清一郎、共演：宮城まり子、森繁久彌
- 力道・タムライス 最後の激闘（1956年、日活）
- 怒れ!力道山（1956年、東映東京）監督：小沢茂弘、共演：早川雪洲、杉狂児、益田キートン
- 純情部隊（1957年、東映東京）監督：マキノ雅弘、共演：星美智子、東千代之介
- 頭突きと空手チョップ（1957年、大映）
- ルー・テーズ対力道山 世界選手権争奪戦（1957年、相模映画）
- プロレス・ワールド・大リーグ戦　世紀の血闘（1959年、日本プロレス協会）
- 激闘（1959年、松竹大船）監督：岩城其美夫、共演：南原伸二、三上真一郎 ※生前最終作

### テレビドラマ
- 力道山の夢（1955年10月16日、日本テレビ）脚本：青江舜二郎、共演：伊藤彰敏、伊東絹子 ※単発ドラマ
- チャンピオン太（1962年、NAC・フジテレビ）原作：梶原一騎 ※連続ドラマ

### 力道山を題材とする作品
映画
- プロレスWリーグ 血ぬられた王者（1968年、東映）監督：野田幸男 ※ドキュメンタリー映画
- ザ・力道山（1983年）監督：高橋伴明、音楽：山下洋輔 ※ドキュメンタリー映画
- 力道山（2004年）日韓共同制作

他に北朝鮮でも力道山に関する作品が製作されている。
テレビの記録映画
- アナザーストーリーズ 運命の分岐点・力道山の知られざる真実（NHK総合テレビ…2022年6月17日) 
MC：松嶋菜々子
証言者:田原総一朗、張本勲、徳光和夫、百田光男他

音楽
- ゆけ!!力道山 ｰ サザンオールスターズの34枚目シングル（1993年11月20日発売）、クリスマス・ラブ (涙のあとには白い雪が降る)のカップリング曲。

### CM
- 小野薬品工業　1962年頃滋養剤『リキホルモ』のイメージキャラクターを務めていた[54]
- ロート製薬　1990年頃『パンシロン』のCMに力道山が戦っているVTRが挿入されていた。

## 著書
- 「空手チョップ世界を行く - 力道山自伝」ベースボール・マガジン社 1962年